# The Walker (Fitz and the Tantrums)
The Walker è un singolo dei Fitz and The Tantrums, è stato pubblicato il 20 settembre 2013 come secondo estratto dall'album in studio More Than Just a Dream dalla Elektra Records.

## Video
Il video musicale del brano, diretto da Warren Kommers è stato pubblicato il 13 ottobre 2013.

## Tracce
Download digitale
1. The Walker – 3:53

Download digitale - Remix EP
1. The Walker (Cobra Starship remix) – 4:27
2. The Walker (Aston Shuffle remix) – 5:06
3. The Walker (Vice remix) – 4:38
4. The Walker (Ryeland Allison remix) – 3:28
5. The Walker (Mack & Jet Set Vega remix) – 5:23
6. The Walker (GLOS remix) – 4:04